# 江东二路站
江东二路站是杭州地铁7号线的起讫站，位于中华人民共和国浙江省杭州市钱塘区河庄街道青六北路江东二路。，于2020年12月30日开通运营。

## 车站结构
江东二路站为地下二层岛式车站，车站总长463.425m，标准段宽21.9m，主体采用双柱三跨钢筋混凝土箱型框架结构，主体围护结构采用800mm厚地下连续墙。站后设有出入场线连接江东三路停车场。

### 楼层分布
| 1层  | 地面               | 出入口                         |  |  |
| -1层 | 站厅               | 自动售票机、客服中心、安检通道 |  |  |
| -2层 |                    | █ 7号线 往吴山广场（启成路）   |  |  |
|      | 岛式站台，左侧开门 |                                |  |  |
|      |                    | █ 7号线 终点站 下客站台        |  |  |

## 周边设施
周边有钱塘新区管理委员会、钱塘新区行政服务中心、钱塘新区规划展示馆。

## 历史
2018年7月30日，开工建设。